# Emile Dupont (schutter)
Jacques Albert Léon Emile Dupont (Luik, 8 juni 1887 - aldaar, 18 maart 1959) was een Belgisch schutter.

## Levensloop
Dupont nam tweemaal deel aan de Olympische Zomerspelen, met name in 1920 en 1924. Op de Spelen van 1920 te Antwerpen werd hij 9e in het onderdeel 'kleiduifschieten' en met het Belgisch team (voorts bestaande uit Albert Bosquet, Joseph Cogels, Henri Quersin, Louis Van Tilt en Edouard Fesinger) zilver in het onderdeel 'kleiduifschieten in team'. Op de Spelen van 1924 te Parijs werd hij in deze discipline samen met Louis Van Tilt, Henri Quersin, Albert Bosquet, Jacques Mouton en Louis D'Heur vierde.
In oktober 1911 huwde hij te Ougrée tennisster Marthe Trasenster, die eveneens tweemaal deelnam aan de Olympische Zomerspelen.